# Drain (groupe)
Drain est un groupe féminin de metal alternatif suédois, originaire de Stockholm. Pour se différencier d'un groupe de punk portant le même nom, le groupe utilise le nom Drain STH (pour STockHolm) sur le marché américain. Les membres s'inspiraient du grunge et du groupe Alice in Chains. Drain est formé en 1993 et dissous en 2000.

## Biographie
Après avoir joué ensemble pendant dix ans, d'abord au sein du groupe Livin' Sacrifice, puis de Afrodite, Flavia Canel et Martina Axén forment Drain en 1993, avec la bassiste Anna Kjellberg, et la chanteuse Maria Sjöholm,. Le groupe sort un EP en 1995, suivi par un premier album, Horror Wrestling, dont le style musical rappelle celui d'Alice in Chains, en 1996. En mai et juin la même année, le groupe part sur les routes européennes en ouverture de Fear Factory et se produit au Dynamo Open Air et au Graspop Metal Meeting. L'année suivante le groupe tourne aux États-Unis dans le cadre du festival itinérant Ozzfest dont la tête d'affiche est alors Black Sabbath.
Au début, les auditeurs et spectateurs connaissaient le groupe de nom, mais ne connaissaient pas les membres. Par exemple, lorsque Drain venait sur scène, les spectateurs pensaient qu'elles étaient soit les compagnes des membres du groupe, soit un groupe d'ouverture. Avec leurs performances scéniques, entre autres, le groupe attire l'attention de The Enclave, société mère du label Mercury Records, qui rééditera leur premier album à l'échelle internationale deux ans plus tard. En 1999, Maria Sjöholm épouse le guitariste de Black Sabbath, Tony Iommi. Leur second album, Freaks of Nature sort la même année le 28 juin. Enregistré entre 1998 et 1999, il comprend les chansons Black, coécrite par Iommi, et deux chansons intitulées Simon Says et Right Through You coécrites par Max Martin. Dans les Readers' Choice Awards du magazine Metal Edge, elles sont récompensées dans les catégories « meilleur chant féminin de l'année » et « groupe le plus sous-estimé ». Drain participe de nouveau à l'Ozzfest puis ouvre pour Black Sabbath sur plusieurs dates en Europe du Nord au mois de décembre.
Le groupe cesse toute activité en 2000. Anna Kjellberg a aussi été membre de Revolting Cocks et Hanzel und Gretyl. Flavia Canel a joué au sein du groupe de rock suédois Blowsight.

## Membres
- Maria Sjöholm - chant (1993-2000)[1]
- Anna Kjellberg - basse (1993-2000)[1]
- Martina Axén - batterie, chœurs (1993-2000)[1]
- Flavia Canel - guitare (1993-2000)[1]

## Discographie
- 1995 : Serve the Shame (EP)
- 1996 : Horror Wrestling
- 1999 : Freaks of Nature